# Julus meinerti
Julus meinerti är en mångfotingart som först beskrevs av Karl Wilhelm Verhoeff 1891.  Julus meinerti ingår i släktet Julus och familjen kejsardubbelfotingar. Inga underarter finns listade i Catalogue of Life.